# Richard Taylor (cineasta)
Richard Taylor, KNZM, es uno de los creadores y director de la empresa neozelandesa de efectos especiales físicos Weta Workshop. Gracias a su trabajo en ella, Taylor ha ganado cuatro premios de la Academia, cuatro BAFTA y otros numerosos premios y distinciones.

## Biografía
De pequeño, Richard aprendió ya a moldear la arcilla en la granja de su familia en Patumahoe, donde creció. Se graduó en la antigua Politécnica de Wellington, desde 1999 fusionada con la Universidad de Massey. Tras ello, puso, junto a su compañera Tania Rodgers en marcha su sueño de crear una empresa de efectos especiales radicada en Nueva Zelanda, para poder servir a la industria cinematográfica y televisiva del país. Se llamó RT Effects (por Rodgers y Taylor), y comenzó especializándose en efectos especiales físicos.
En 1994 se asociaron con Peter Jackson (del que Taylor era amigo íntimo) y Jamie Selkirk, cambiaron el nombre a Weta, y la empresa amplió sus horizontes, desde Spitting Image a Meet the Feebles, y desde Braindead hasta Black Sheep. Unos años después, Taylor alcanzó la cima mundial cuando su empresa se hizo cargo de toda la utilería, el vestuario, las prótesis, el armamento y las maquetas de la épica trilogía de El Señor de los Anillos de Jackson. Por su trabajo en estas tres películas Taylor compartió cuatro premios Óscar; dos por El Señor de los Anillos: la Comunidad del Anillo en maquillaje y efectos visuales, y dos por El Señor de los Anillos: el retorno del Rey en diseño de vestuario y maquillaje.
Weta Workshop también ha trabajado en The Chronicles of Narnia: The Lion, the Witch and the Wardrobe. Richard Taylor y su equipo diseñaron y fabricaron las armaduras, armas y el resto del atrezzo de la película. La empresa también estuvo muy involucrada en el rodaje de King Kong, también de Peter Jackson, por la que Taylor ganó su quinta estatuilla, a los efectos visuales.
Poco a poco, los horizontes empresariales de Taylor se fueron ampliando: la antigua Weta se transformó en un holding llamado Weta Limited, del que dependen además de Weta Workshop, la empresa original dedicada a los efectos especiales físicos; otras como Weta Digital, dedicada a los efectos digitales y la animación por ordenador; Unchartered Entertainment; Weta Productions; Weta Collectibles, dedicada a la fabricación de artículos coleccionables de alta calidad en edición limitada; Weta Tenzan Chain Maille, que fabrica cotas de malla plásticas para atrezzo; y Weta Publishing. Por otro lado, Taylor ha puesto en marcha, junto a Rodgers y Martin Baynton, la productora Pukeko Pictures, responsable de programas infantiles de éxito internacional como The WotWots y Jane and the Dragon.
En 2006, la consultora Ernst & Young le otorgó el premio al empresario del año. En abril de 2009, Richard Taylor ganó uno de los World Class New Zealand Awards, en su categoría máxima. Estos premian a los profesionales de Nueva Zelanda que logran el éxito a escala internacional. Es miembro del salón de la fama de las artes creativas del University College. El 7 de junio de 2010 fue nombrado durante las celebraciones del cumpleaños de la reina Knight Companion de la Orden del Mérito de Nueva Zelanda, por sus servicios al cine.

## Documentales y entrevistas
Se puede ver y escuchar a Taylor en todos los DVD de El Señor de los Anillos, tanto en los documentales de producción como en los comentarios de audio a las versiones extendidas de las películas. Aparece dirigiendo a los actores y los extras en varias escenas de lucha. Además, disfrutó de un cameo con Peter Jackson y otros miembros del equipo en la versión extendida de El retorno del Rey como un guerrero corsario.
Tanto Richard Taylor como Weta Workshop aparecen en el documental Reclaiming the Blade, en el que se explica el proceso creativo y técnico que lleva a la creación de la utilería cinematográfica (específicamente de espadas) en Weta Workshop. Se presentan en el documental las espadas creadas por Weta para películas como la trilogía de El Señor de los Anillos o las películas de Las crónicas de Narnia.

## Premios y distinciones
Premios Óscar
| Año  | Categoría                 | Película                                         | Resultado |
| ---- | ------------------------- | ------------------------------------------------ | --------- |
| 2002 | Mejor diseño de vestuario | El Señor de los Anillos: la Comunidad del Anillo | Nominado  |
| 2002 | Mejor maquillaje          | El Señor de los Anillos: la Comunidad del Anillo | Ganador   |
| 2002 | Mejores efectos visuales  | El Señor de los Anillos: la Comunidad del Anillo | Ganador   |
| 2004 | Mejor diseño de vestuario | El Señor de los Anillos: el retorno del Rey      | Ganador   |
| 2004 | Mejor maquillaje          | El Señor de los Anillos: el retorno del Rey      | Ganador   |
| 2006 | Mejores efectos visuales  | King Kong                                        | Ganador   |

Premios BAFTA
| Año  | Categoría                     | Película                                         | Resultado |
| ---- | ----------------------------- | ------------------------------------------------ | --------- |
| 2005 | Mejores efectos visuales      | King Kong                                        | Ganador   |
| 2003 | Mejor diseño de vestuario     | El Señor de los Anillos: el retorno del Rey      | Nominado  |
| 2003 | Mejor maquillaje y peluquería | El Señor de los Anillos: el retorno del Rey      | Nominado  |
| 2002 | Mejor diseño de vestuario     | El Señor de los Anillos: las dos torres          | Ganador   |
| 2002 | Mejor maquillaje y peluquería | El Señor de los Anillos: las dos torres          | Nominado  |
| 2001 | Mejores efectos visuales      | El Señor de los Anillos: la Comunidad del Anillo | Ganador   |
| 2001 | Mejor maquillaje y peluquería | El Señor de los Anillos: la Comunidad del Anillo | Ganador   |